# His Only Son
His Only Son é um filme de drama bíblico estadunidense de 2023 produzido, editado, escrito e dirigido por David Helling. É baseado no relato de Gênesis 22 no Antigo Testamento, quando Deus diz a Abraão para sacrificar seu filho, Isaque, no monte Moriá. O filme é estrelado por Nicolas Mouawad como Abraão, Sara Seyed como Sara e Edaan Moskowitz como Isaque, com Ottavio Taddei, Nicolai Perez e Daniel da Silva em papéis coadjuvantes. Foi lançado nos Estados Unidos em 31 de março de 2023.

## Sinopse
O filme conta a história do Antigo Testamento quando Abraão foi ordenado por Deus a sacrificar seu filho Isaque na montanha de Moriá. Ao viajar para o local do sacrifício, ao lado de Isaque e dois servos, Abraão é inundado por lembranças vívidas dos anos que ele e Sara passaram desejando o filho que lhes foi prometido. Por fim, pouco antes de Isaque ser sacrificado, um anjo impede Abraão e um carneiro é sacrificado em seu lugar.

## Elenco
- Nicolas Mouawad como Abraão
- Sara Seyed como Sara
- Edaan Moskowitz como Isaque
- Ottavio Taddei como Kelzar
- Nicolai Pérez
- Daniel da Silva como O Senhor
- Luis Fernandez-Gil como Eliezer

## Produção
His Only Son é o filme de estreia do roteirista/diretor David Helling, ex-fuzileiro naval dos Estados Unidos. O filme foi feito em 2019 e levou cinco anos para ser feito. O filme foi filmado inteiramente fora do set na Califórnia.

## Lançamento
Os produtores do filme fizeram parceria com a Angel Studios para distribuição e arrecadaram mais de $ 1,23 milhão para seu lançamento nos cinemas em março de 2023. É o primeiro lançamento limitado nos Estados Unidos a ser financiado por crowdfunding. His Only Son foi lançado nos cinemas em 31 de março de 2023 e posteriormente será disponibilizado para streaming no Angel Studios.

## Recepção

### Bilheteria
Lançado ao lado de A Thousand and One, Dungeons & Dragons: Honor Among Thieves e a ampla expansão de A Good Person, o filme arrecadou US$ 5,5 milhões em 1.920 cinemas em seu fim de semana de estreia, terminando em terceiro.

### Resposta crítica
No site agregador de resenhas Rotten Tomatoes, o filme tem um índice de aprovação de 82% com base em 11 resenhas, com nota média de 5,7/10. O público pesquisado pelo CinemaScore deu ao filme uma nota média de "A" em uma escala de A+ a F, enquanto os entrevistados pelo PostTrak deram uma pontuação positiva de 93%, com 83% dizendo que definitivamente o recomendariam.
Collin Garbarino, do WORLD, deu ao filme uma pontuação de 3/5, dizendo: "Apesar das limitações do filme, pode valer a pena fazer a jornada com Abraão." Jackie K. Cooper deu ao filme uma classificação de 6/10, dizendo que era, "Uma boa apresentação da história bíblica de Abraão/Isaque, perfeitamente cronometrada para o público da Páscoa."
Roger Moore, do Movie Nation, criticou fortemente o filme, dando-lhe 1,5/4 e dizendo: "Há uma razão pela qual outros filmaram a história de Abraão/Isaque, mas sempre a deixaram como apenas um capítulo na narrativa maior de 'A Bíblia... No começo' ou 'A maior história já contada'. É apenas uma anedota vívida, mas curta, não material para um épico."